# Sam Fatu
Samuel Larry Anoa'i Fatu (San Francisco (Californië), 11 oktober 1965), beter bekend als The Tonga Kid en Tama, is een Samoaans-Amerikaans professioneel worstelaar.
Samuel is de broer van Eddie en Solofa Fatu.

## In worstelen
- Managers
  - Bobby Heenan
  - Afa
  - Dr. V
  - Oliver Humperdink
  - Chicky Starr
  - Jimmy Garvin

## Erelijst
- Universal Wrestling Association
  - UWA World Trios Championship (1 keer met Solofa Fatu en Rodney Anoa'i)

- World Wrestling Council
  - WWC World Tag Team Championship (1 keer met Dan Kroffat)